# Wanna Be Startin’ Somethin’
Wanna Be Startin’ Somethin’ – singel z 1983, wydany z albumu Michaela Jacksona Thriller. To pierwsza piosenka na płycie i czwarta wydana w postaci singla, po „The Girl Is Mine” (duet z Paulem McCartneyem), „Billie Jean” i „Beat It”.

## Historia
Najprawdopodobniej, najbardziej charakterystyczny moment utworu to refren „Mama-se, mama-sa, ma-ma-koo-sa”. Nawiązując do tego fragmentu, kompozytor Mark Anthony Neal powiedział: „Słowa zostały wzięte prosto z muzyki kameruńskiego saksofonisty Manu Dibango, który znalazł się na amerykańskim rynku w 1973 z 'Soul Makossa'.”
Sześć minut i trzy sekundy czasu trwania czynią „Wanna Be Startin Somethin'” najdłuższą piosenką z Thrillera. „Wanna Be Startin’ Somethin'” było kontynuacją hitów wydawanych na singlu przez Jacksona. Utwór nie był zwykle grany w radiu w całej długości.

## Wykonanie i choreografia
Mimo wydania w postaci singla bez towarzyszącego mu teledysku, „Wanna Be Startin’ Somethin'” zdobyło sporą popularność i stało się obowiązkową pozycją na koncertowej setliście Michaela Jacksona. Utwór nie posiadał ścisłego układu tanecznego, więc pozwalał na dużo większą swobodę na scenie.
Dwa najważniejsze punkty podczas wykonywania utworu na żywo to choreografia, podczas której Jackson i jego tancerze nieruchomieli na pewien czas oraz wspólny śpiew wykonawcy i publiki.
„Wanna Be Startin’ Somethin'” to stały punkt repertuarowy na wszystkich trasach Jacksona, od Victory Tour z 1984, aż po HIStory World Tour z 1997. Piosenka miała się również pojawić na trasie This Is It, jako pierwsza, rozpoczynająca całe show.

## Lista utworów

### Stany Zjednoczone
| 1. | „Wanna Be Startin’ Somethin'”                         | 6:02  |
|    |                                                       |       |
| 2. | „Wanna Be Startin’ Somethin'” (wersja instrumentalna) | 6:02  |
|    |                                                       |       |
|    |                                                       | 12:04 |
|    |                                                       |       |

### UK single
| 1. | „Wanna Be Startin’ Somethin'”                                        | 6:02  |
|    |                                                                      |       |
| 2. | „Rock with You (singel Michaela Jacksona)” (na żywo z The Jackson 5) | 3:58  |
|    |                                                                      |       |
|    |                                                                      | 10:00 |
|    |                                                                      |       |

## Notowania
| Lista (1983)                     | Najwyższa pozycja |
| -------------------------------- | ----------------- |
| Australian Singles Chart         | 25                |
| Dutch Top 40                     | 3                 |
| UK Singles Chart                 | 8                 |
| U.S. Billboard Hot 100           | 5                 |
| U.S. Billboard Hot Black Singles | 1                 |
| Lista (2009)                     | Najwyższa pozycja |
| Swiss Singles Chart              | 37                |
| UK Singles Chart                 | 57                |
| U.S. Billboard Hot Digital Songs | 20                |

## Informacje szczegółowe
- Słowa, muzyka i aranżacja: Michael Jackson
- Produkcja: Quincy Jones i Michael Jackson
- Wokal: Michael Jackson
- Chórki: Michael Jackson, Julia Waters, Maxine Waters, Oren Waters, James Ingram, Bunny Hull i Becky Lopez
- Rhodes i syntezator: Greg Phillinganes
- Syntezator: Michael Boddicker i Bill Wolfer
- Gitara: David Williams
- Bas: Louis Johnson
- Instrumenty perkusyjne: Paulinho Da Costa
- Trąbki i skrzydłówki: Jerry Hey i Gary Grant
- Saksofon i flet: Larry Williams
- Puzon: Bill Reichenbach
- Aranżacja wokalna: Michael Jackson
- Aranżacja rytmiczna: Michael Jackson i Quincy Jones